# Cyclamen coum
Cyclamen coum là một loài thực vật có hoa trong họ Anh thảo. Loài này được Mill. mô tả khoa học đầu tiên năm 1768.
Đây là loài bản địa của khu vực quanh biển Đen và phía đông Địa Trung Hải.

## Hình ảnh

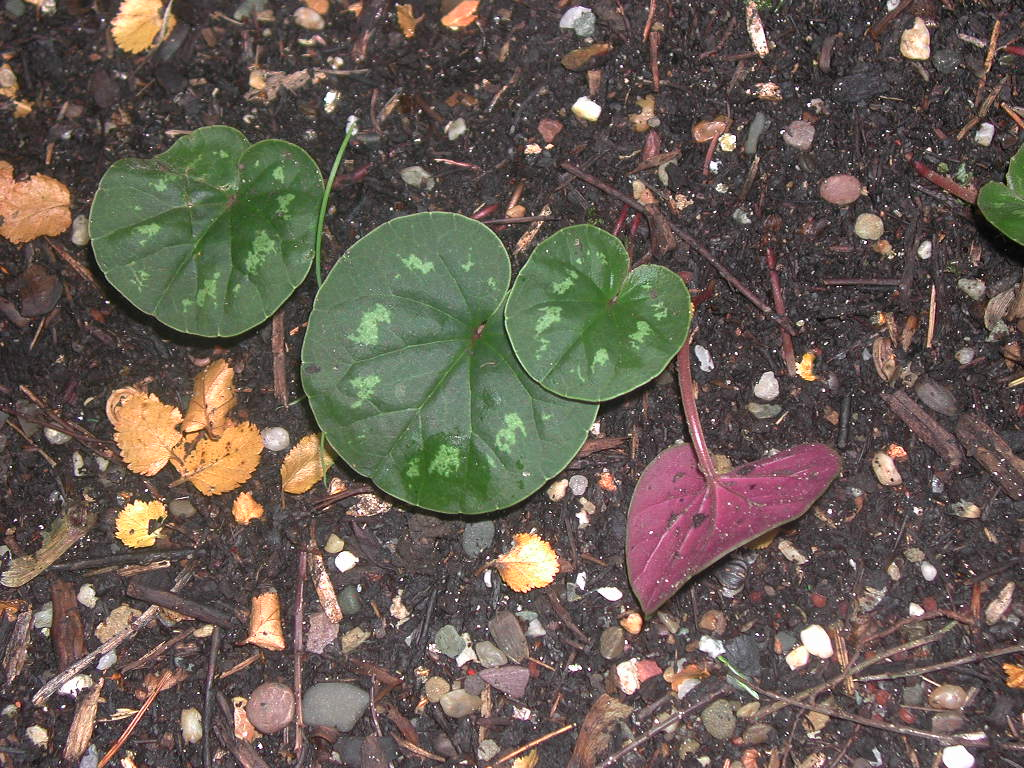
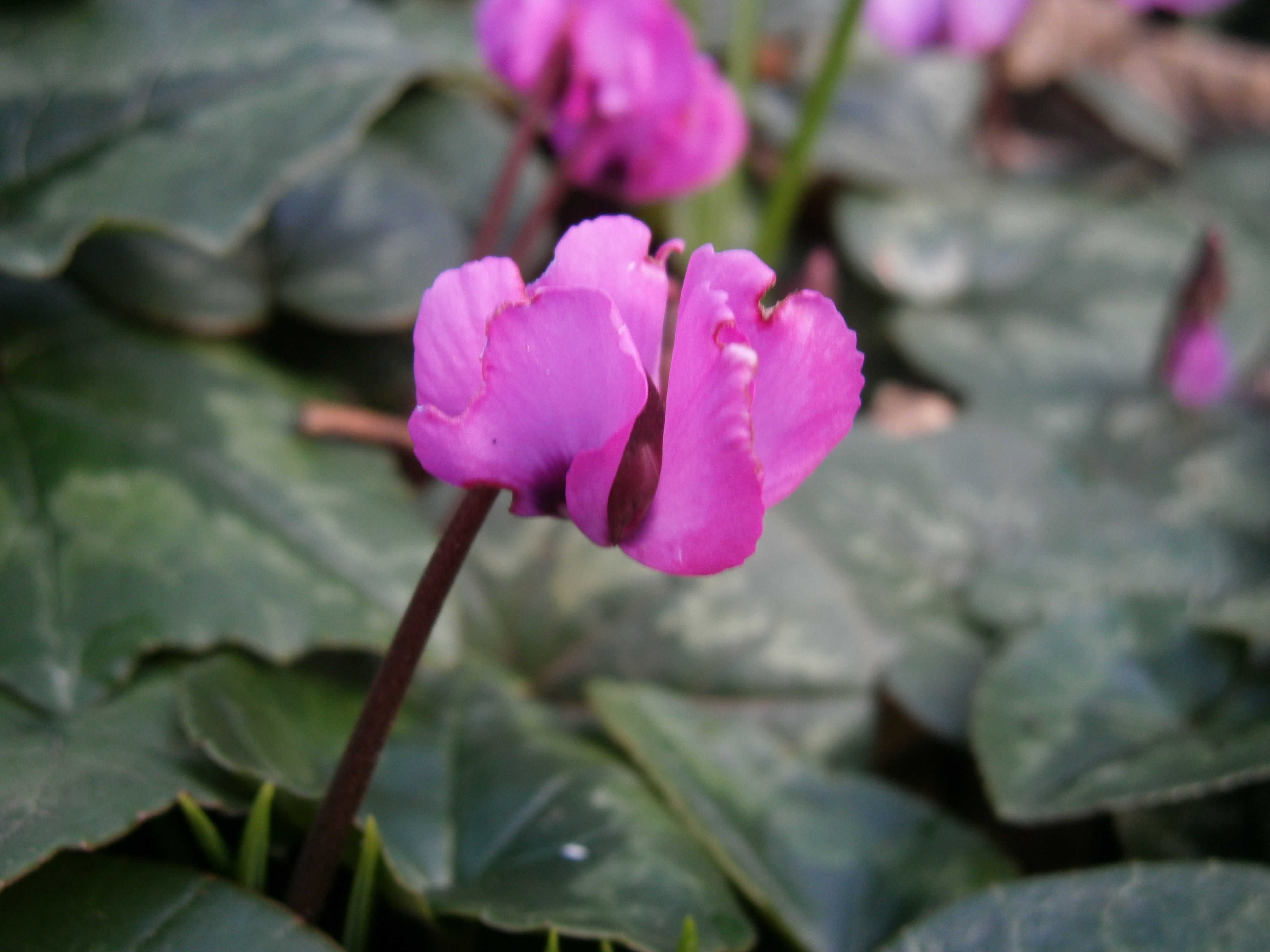
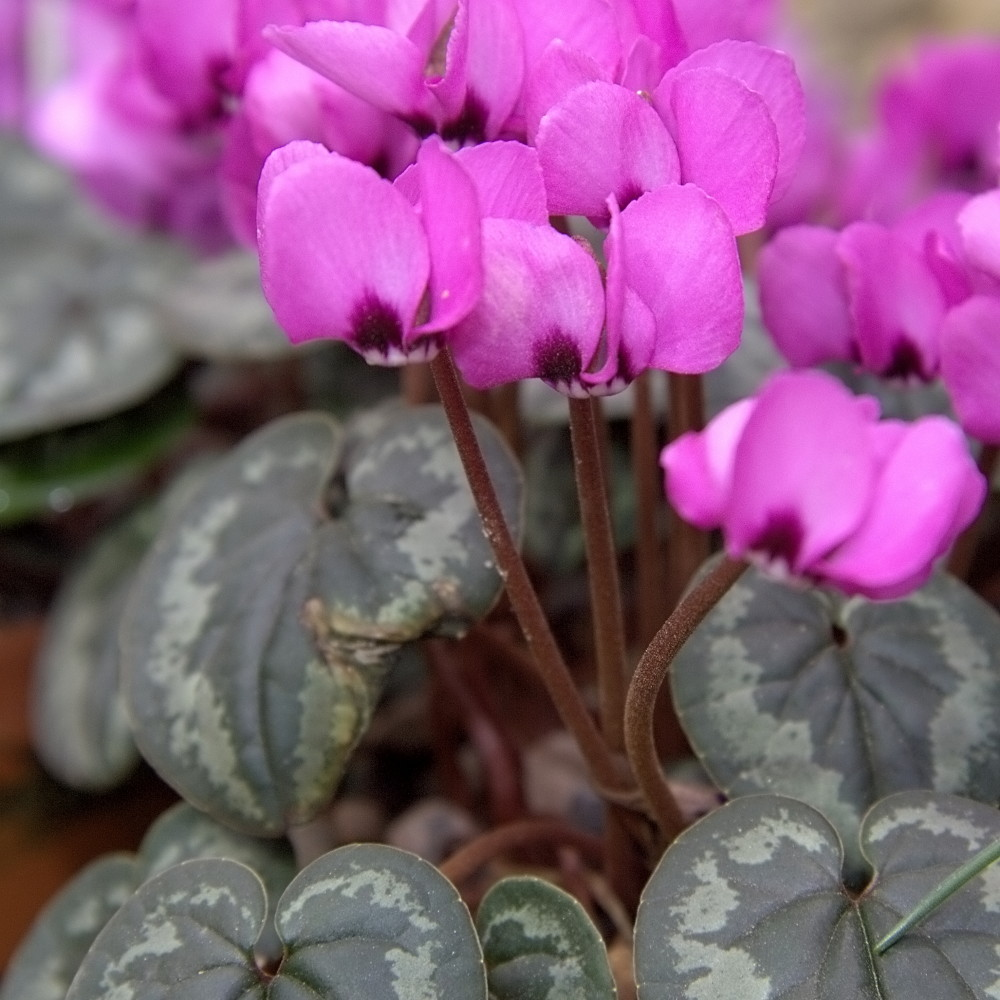
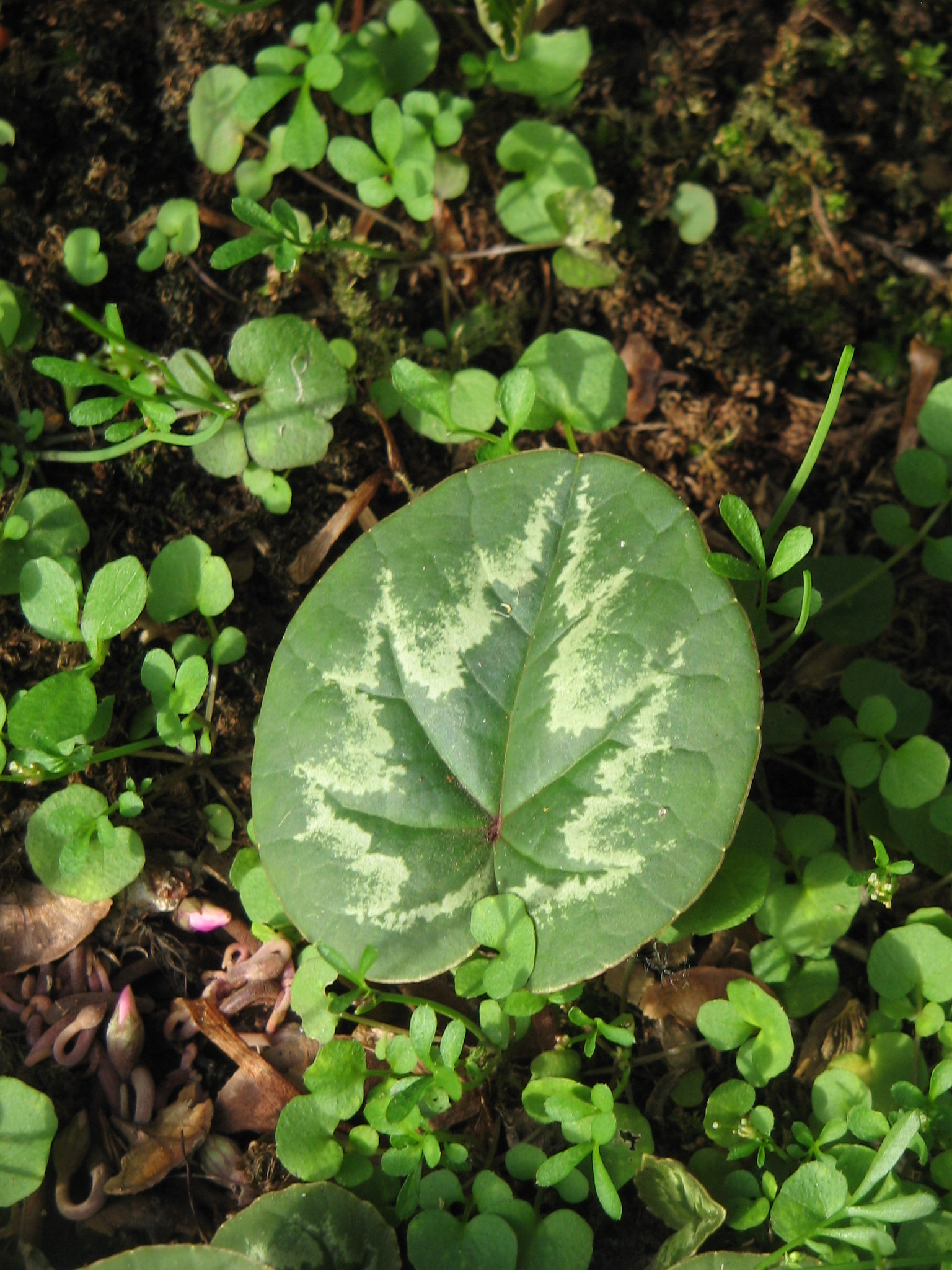